# Maître de la Descente de croix Figdor
Le Maître de la descente de croix Figdor est un maître anonyme peintre actif à la fin du XVe siècle dans le Nord des Pays-Bas. L'artiste a reçu ce nom de convention de Max J. Friedländer d'après un tableau de la descente de croix du Christ qui se trouvait dans la collection du banquier Albert Figdor de Vienne. Le tableau a été détruit à la fin de la Seconde Guerre mondiale.

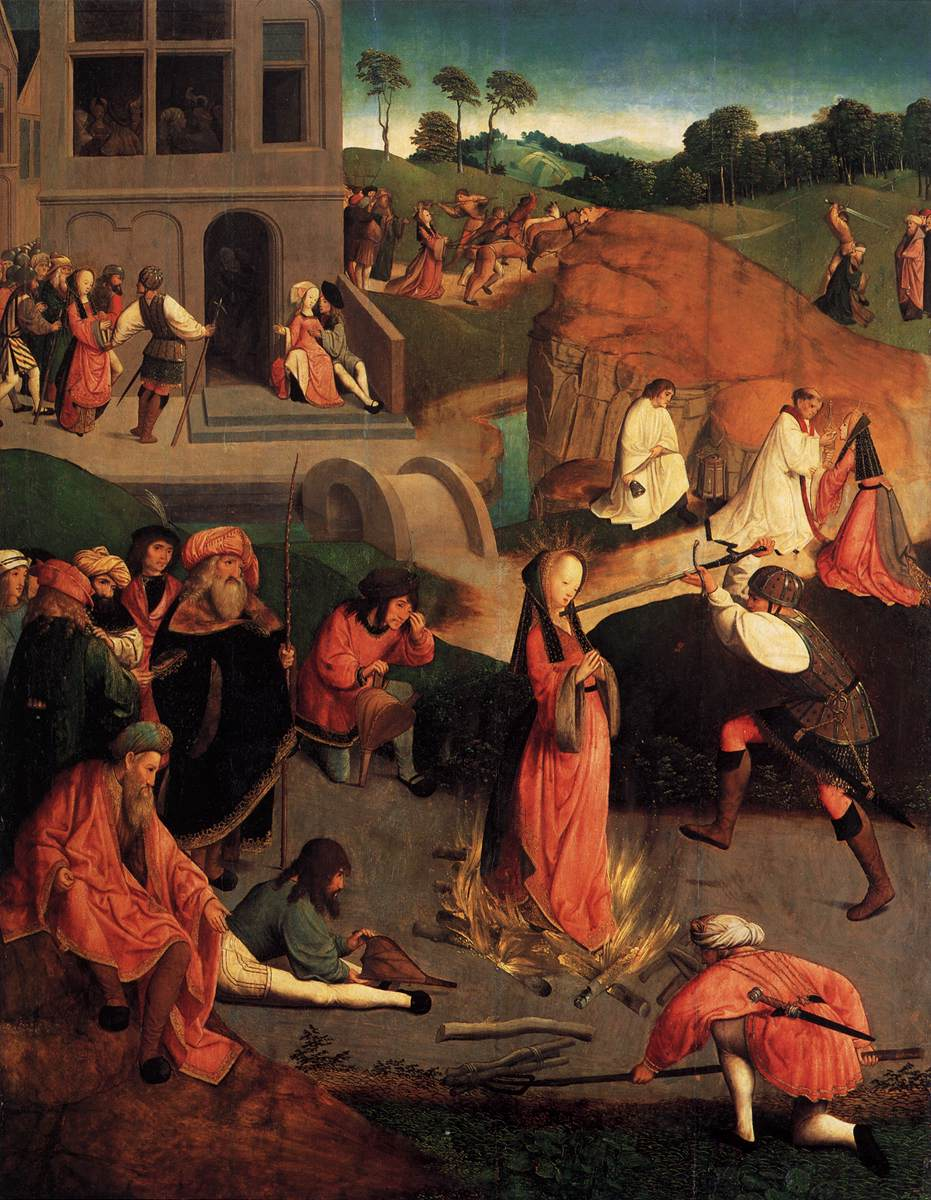
Maître de la descente de croix Figdor, « Le Martyre de sainte Lucie » (1490-1500), Rijksmuseum Amsterdam.

## Histoire du tableau
Le panneau, créé vers 1490-1500, fait partie d'un retable probablement retiré de son église au moment de la Réforme. Ses divers tableaux ont été séparés. Le panneau entre à la fin du XIXe siècle dans la collection du banquier et collectionneur d'art Albert Figdor, et est acquis en 1930 par les Musées d'État de Berlin lors de la vente aux enchères de la collection. Mis en sécurité durant la Seconde Guerre mondiale dans un bunker à Berlin, le tableau n'a pas été déplacé vers un lieu plus sûr à la toute fin de la guerre, et il fait partie des objets détruits durant l'incendie qui a ravagé le bunker peu de temps après la fin des opérations militaires, entre le 14 et le 18 mai. À ce moment, le nom de convention du maître était déjà fixé.

## Le Martyre de sainte Lucie
Le revers du tableau de la descente de croix représente le Martyre de sainte Lucie. Il s'agit de Lucie de Syracuse. Le tableau se trouve maintenant dans les collections du Rijksmuseum d'Amsterdam, mais il est exposé en prêt permanent au Musée Boijmans Van Beuningen à Rotterdam.
Le choix de la représentation de cette sainte, assez peu connue dans les Pays-Bas au Moyen-Âge et rarement présente dans les églises, peut accréditer la supposition que les panneaux ont été peints pour le couvent de Sainte-Lucie à Amsterdam. Le tableau représente, en narration simultanée, des scènes de la légende de sainte Lucie : la conduite au lupanar (en haut à gauche), l'immobilité du personnage que l'on n'arrive pas à faire avancer (en haut à droite), le bûcher et le transpercement de la gorge à l'épée au centre, enfin la dernière communion solennelle avant la mort (en bas à droite).
Le maître ne doit pas être confondu avec un autre maître anonyme, appelé Maître du Martyre de sainte Lucie, autre peintre qui a également réalisé un panneau sur ce thème.

## Autres tableaux

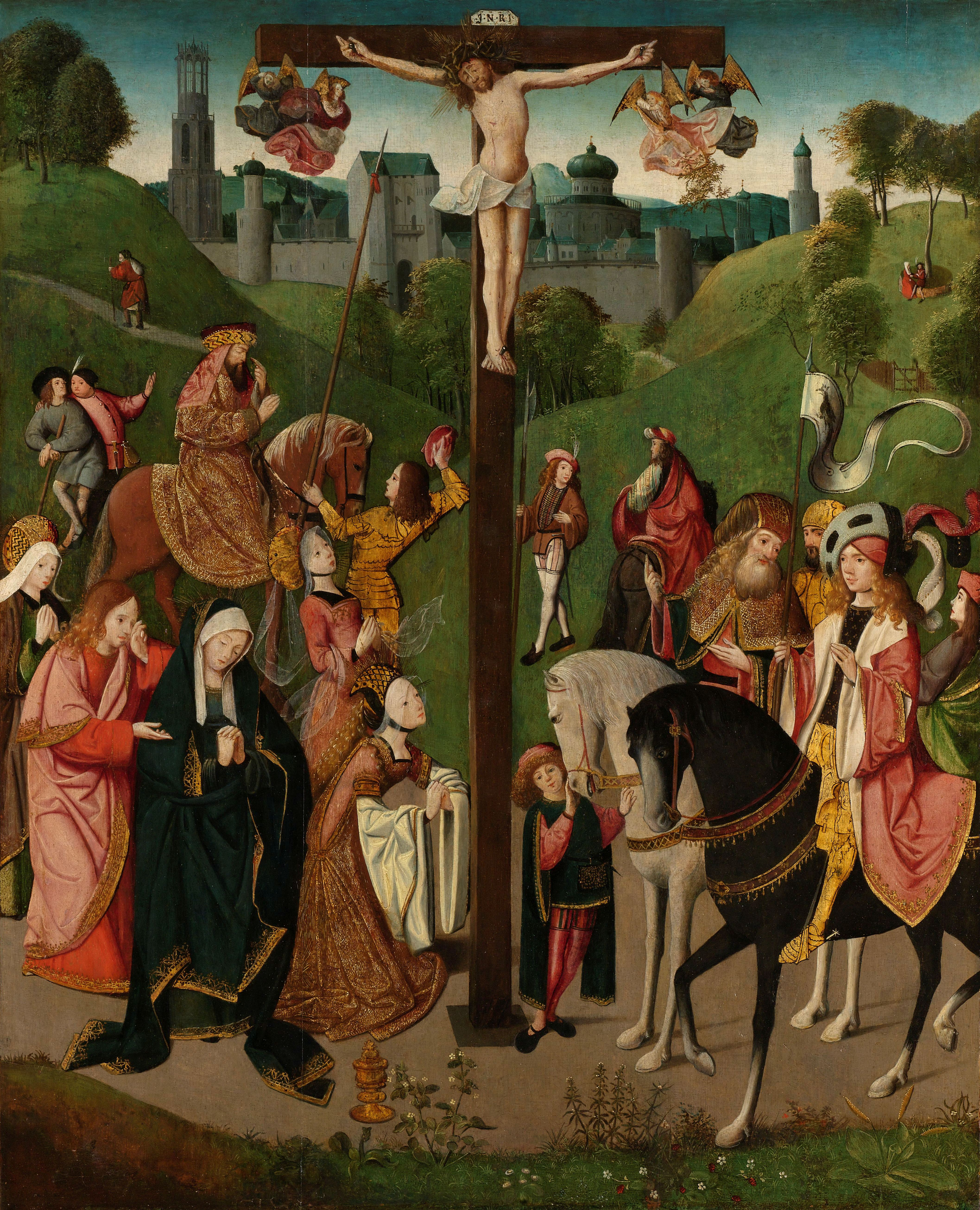
Crucifixion. Entourage du Maître de la descente de croix Figdor, Rijksmuseum.

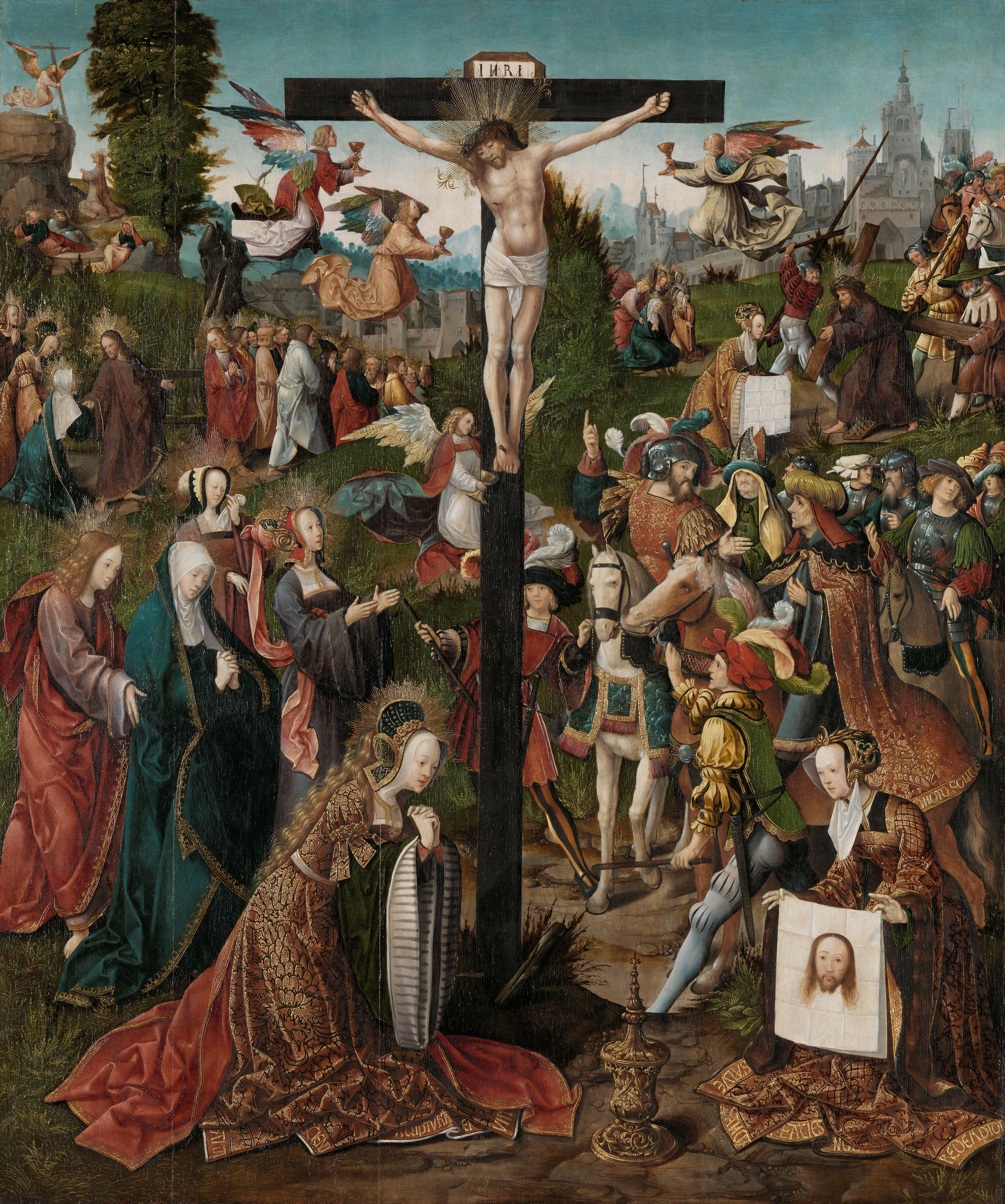
Jacob Cornelisz van Oostsanen, Crucifixion. Rijksmuseum.

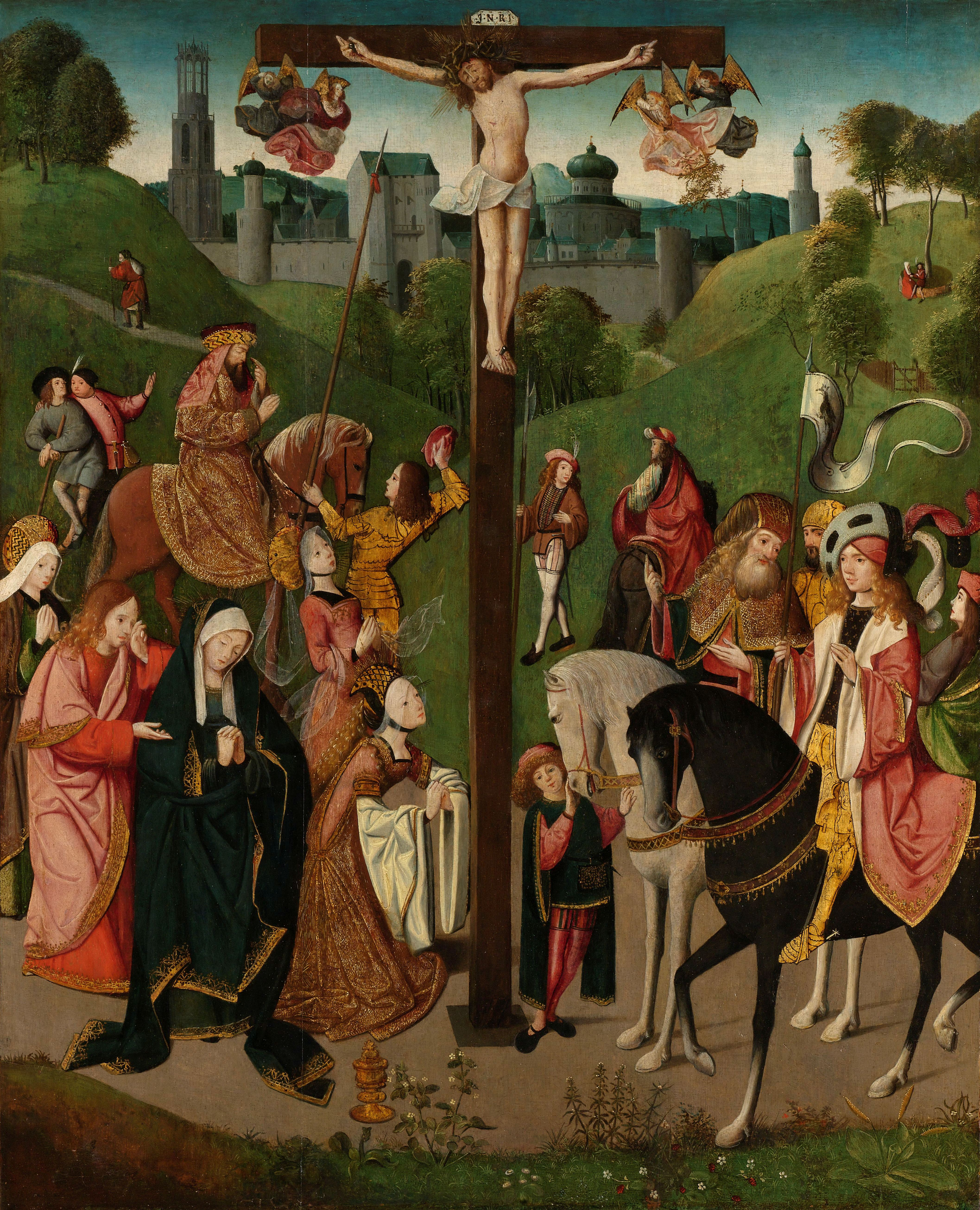
Crucifixion. École du Maître de la descente de croix Figdor, musée du couvent Sainte-Catherine.

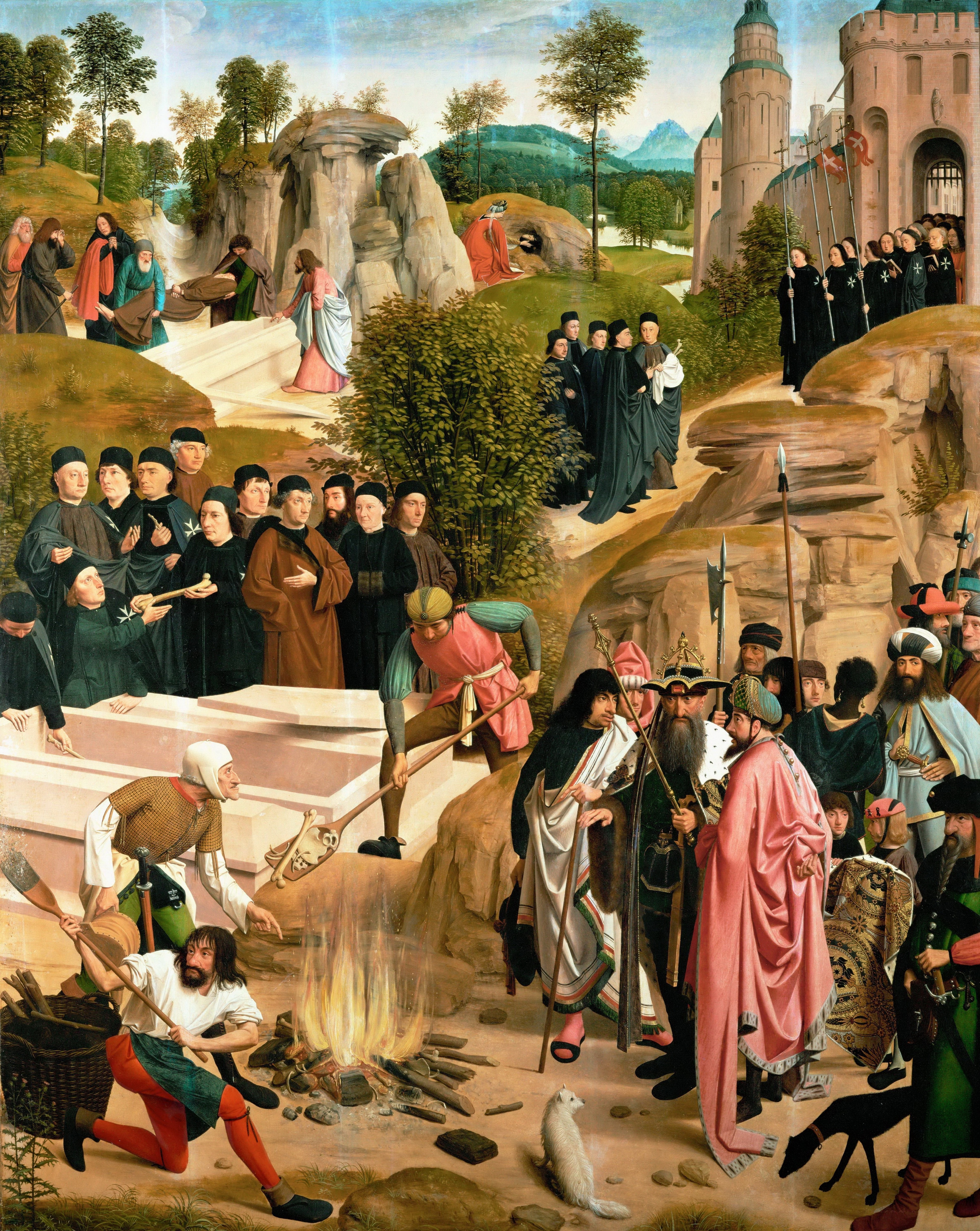
Geertgen tot Sint Jans, Les Restes de saint Jean-Baptiste (vers 1490).

Quelques rares autres panneaux sont attribués au maître, à son entourage ou à son école. Ce sont :
- Le Martyre de saint Barthélemy. Grand tableau (120 × 69,5 cm) représentant l'apôtre Barthélémy en train d'être écorché. Se trouve à la paroisse Barthélemy, à Poeldijk (Monster)[5], peut-être dans l'église Saint-Barthélemy (nl) ;
- Nativité, panneau sur bois 74 × 59,5 cm attribué à un successeur. Conservé à la Gemäldegalerie (Berlin), où il est catalogué (inv./cat.nr 1716) comme œuvre d'un successeur de Geertgen tot Sint Jans[6] ;
- Crucifixion du Rijksmuseum , huile sur panneau de 104,5 × 85,5 cm attribué à un successeur ;
- Crucifixion du Musée du couvent Sainte-Catherine , huile sur panneau de 104,5 × 85,5 cm attribué à l'école.

Les deux Crucifixions sont très proches l'une de l’autre. Celle de Rijksmuseum est datée d'environ 1505. De plus, ces crucifixions ont probablement servi de modèle à la Crucifixion de Jacob Cornelisz van Oostsanen, autrement élaborée, et qui date d'environ 1507-1510. La comparaison des poses et des types de figures de saint Jean, de la Vierge et de la femme entre elle et la croix dans les deux tableaux est particulièrement frappante. Le centurion et son compagnon, à droite dans l'œuvre de Jacob Cornelisz, y compris le page retenant le cheval blanc, semblent également être dérivés de du maître de la descente de croix Figdor. Jacob Cornelisz reprend les scènes de l’entrée à Jérusalem et le portement de la croix dans l'arrière-plan, ainsi que les anges.

## Style et influences
Le maître de la Descente de croix Figdor est stylistiquement un successeur de Geertgen tot Sint Jans, représentant majeur de la peinture au XVe siècle à Haarlem. L'artiste a même été appelé le « pseudo-Geertgen ». La représentation des paysages, le drapé des vêtements, l'attitude des personnages sont en effet très proches de Geertgen, mais le peintre n'atteint pas sa perfection dans l'exécution. L’artiste est appelé Maître du Martyre de sainte Lucie par Wilhelm Valentiner (de) d'après le panneau au dos du tableau du retable détruit qui se trouve dans les collections du Rijksmuseum Amsterdam,. On constate, par exemple dans la représentation des corps torturés des deux larrons de la Descente de croix, un reflet d'une nouvelle tendance à l’extrême mobilité des figures,.
Le maître de la Descente de croix Figdor a pu jouer un rôle de formateur auprès de Jacob Cornelisz van Oostsanen,. Des comparaisons de style invitent même à voir dans certaines œuvres attribuées au maître des œuvres de jeunesse de van Oostsanen, même si ces deux hypothèse ne sont pas documentées. Les similarités montrent que le maître était actif à Amsterdam, Haarlem et ses environs. Le maître a aussi été comparé au Maître de la Fontaine de vie.